# فاروج
فاروج، یکی از شهرهای استان خراسان شمالی است که در شرق استان قرار گرفته و مرکز شهرستان فاروج است. فاروج به شهر آجیلی معروف است و میزان آجیل و خشکبار قابل توجهی در آن تولید می‌شود. بیشتر این محصولات نیز، توسط مسافرهای مشهد خریداری شده و بازار خوبی دارد. فاروج دروازه ورودی شرقی خراسان شمالی محسوب می‌شود و با وجود این که خود در ناحیه ای کوهستانی قرار گرفته؛ اما شهر فاروج، مرکز آن در دشتی هموار و قابل کشت و کار مستقر شده است. فاروج در حد فاصل بین شیروان و قوچان واقع شده. چون جاده ۲۲ (سنتو) از میان فاروج می‌گذرد بخشی از مردم اقتصاد خود را از طریق فروش آجیل می‌گذرانند. وجود دکان‌های آجیل فروشی رنگارنگ در فواصل این خیابان که از وردی شهر تا خروجی شهر ادامه دارد زیبایی خاصی در شهر به وجود آورده است کمتر مسافری از این شهر عبور کرده و کنار جاده از دکان آجیل فروشی رنگارنگ خرید نکرده است. در واقع آجیلی که در فاروج فروش می‌رود از محصولات خود فاروج نیست و از شهرهای دیگر برای فروش به اینجا آورده می‌شود که به همین دلیل فراوانی، به شهر آجیلی هم معروف است، که خود زیبایی و جاذبه ای برای مسافران گذری از فاروج را ایجاد کرده است. در سال ۱۳۸۹ به لقب پایتخت آجیل و خشکبار ایران مشهور شد. کشاورزی و دامپروری از شغلهای مهم مردمان سنتی این شهر است. کوه شاه جهان با ارتفاع ۳۰۸۰ متر به عنوان بلندترین قلهٔ خراسان شمالی در جنوب فاروج قرار دارد. فاروج تا سال ۱۳۸۳ از توابع شهرستان قوچان در استان خراسان بوده است. بر پایه سرشماری عمومی نفوس و مسکن در سال ۱۳۹۵ جمعیت این شهر ۱۸٬۰۶۱ (۵٬۲۰۵ خانوار) نفر می‌باشد.

## تاریخچه
این شهر قبلاً فرج‌آباد نامیده می‌شد. گفته شده فاروج را شخصی به نام فرج‌الله بنا نهاده، به طوری که در بین عموم رواج هست در حدود ۱۲۰۰ سال پیش و در زمان هارون الرشید در آن زمان که هنوز برمکیان، مورد غضب وی قرار نگرفته بودند، خلیفه عباسی طی سفری از منطقه جنگلی فاروج، فرج‌الله سردار نامی برمکیان را مأمور آباد کردن منطقه فاروج که جنگل داشته و خوش آب و هوا بوده، می‌کند. بعدها به غابات فرج‌ معروف شد و بعد از گذشت سالیانی به فرج آباد نام گذاری شد. در دوران معاصر نام شهر تغیر کرد و فارِج نامگذاری شد اما در بین جوانان و عموم نام فاروج در گفتمان محاوره ای بیشتر استفاده می‌شد، در نهایت نام شهر به فاروج تغیر یافت. این ناحیه در حد فاصل دو شهر قوچان (خراسان رضوی) در شرق و شیروان (دومین شهر استان) در غرب قرار دارد. روستای استاد در جنوب قدمتی طولانی دارد و در کتاب احسن التقاسیم آورده، مرکز حکومت پارت در این منطقه بوده است. در دوران تیموری در فاروج مسجدی همزمان با مسجد گوهرشاد ساخته شد که اکنون هم وجود دارد. روستای خسرویه دراین شهرستان نیز تاریخی بوده و در آن سنگ قبرهایی با تاریخ ۷۴۷ ه‍.ق وجود دارد که با خطی زیبا نوشته و بر روی آن نقوش اسلیمی نگاشته شده است. قوچان قدیم همان روستای خوبوشان فاروج است که قدمت طولانی دارد. زبان اصلی مردم فاروج فارسی، کرمانجی و ترکی خراسانی است. ترک‌های فاروج طایفه ای هستند از ایل افشار که از طرف شجاع الدوله (حاکم قوچان) در فاروج مستقر شده‌اند. کردهای فاروج نیز از ایل زعفرانلو هستند، یازده ایل کرمانج در اطراف فاروج مستقر شده‌اند؛ اکثر این ایل‌ها در مناطق ییلاقی و کوه‌های اطراف فاروج مانند کوه‌های شاجهان، کیسمار، سیاه دشت و کوه فاطمه مستقر هستند.

#### پیشینه تاریخی فاروج
به‌طور کلی شرایط زیست‌محیطی و اقلیمی فاروج برای ایجاد مراکز سکونتی بسیار مناسب است و از آن جا که شواهدی مبنی بر بروز تغییرات اساسی مورفولوژیکی و هیدرولوژیکی در درهٔ رود اترک وجود ندارد، احتمالاً این وضعیت در دوره باستان نیز وجود داشته است. پراکندگی فراوان تپه‌ها، محوطه‌های و آبنیهٔ باستانی در بخشهای مختلف این شهر از دورهٔ پیش از تاریخ تا دورهٔ اسلامی گواه این مدعا است. تپه یام به عنوان یکی از کهن‌ترین و گسترده‌ترین استقرارگاه‌های باستانی خراسان شمالی نشان دهندهٔ شکوفایی منطقه در دوران پیش از تاریخ است. وجود مراکز سکونتی و قلعه‌های نظامی- تجاری دورهٔ اشکانی و ساسانی در فاروج، از قبیل محوطهٔ وسیع ویرانشهر حاکی از حضور فعال اقوام اشکانی و ساسانی در پهنهٔ این شهرستان است.

### تاریخچه آجیل فاروج

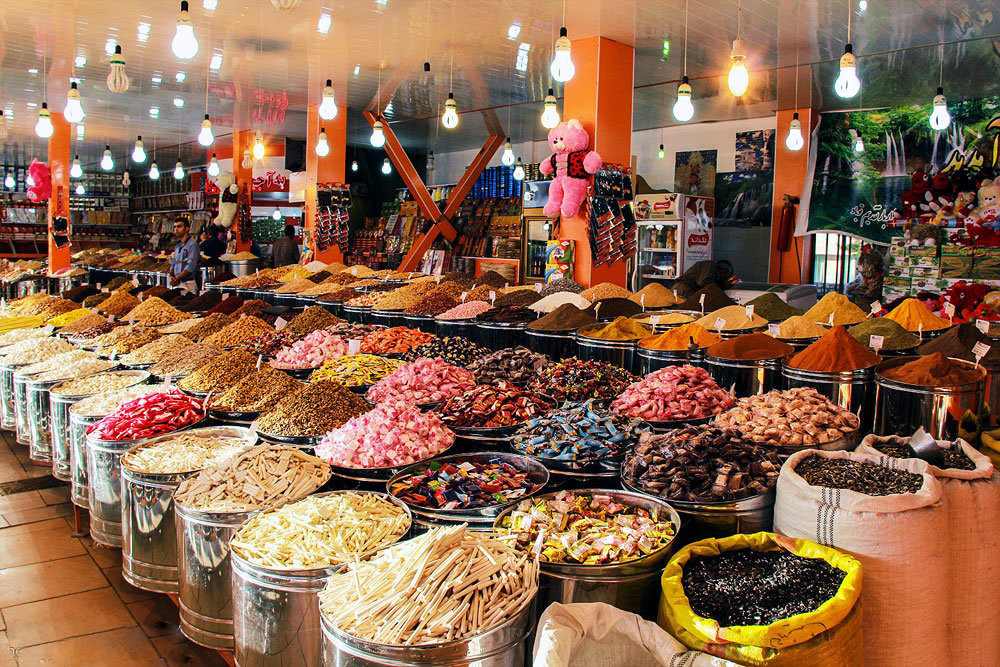
مغازه آجیل فروشی درفاروج

تاریخچه آجیل در شهرستان فاروج قدمتی هشتاد ساله دارد. حدوداً در دهه ۲۰ خورشیدی که هنوز وسایل نقلیه شخصی این اندازه زیاد نشده بود و غالب مسافران با اتوبوس رفت‌وآمد می‌کردند، تمامی اتوبوس‌ها و اندک خودروهای شخصی که قصد سفر به مشهد را داشتند از محور مشهد ـ تهران (شمال) حرکت می‌کردند چرا که در آن زمان جاده مشهد به تهران همین جاده بود. یکی از بهترین عوامل جذب اتوبوس‌ها و مسافران برای تردد از مسیر فاروج، وجود مساجد، تفرجگاه‌ها و رستوران‌ها بود آن هم‌زمانی که از مشهد تا چمن بید هیچ گونه رستوران، تفرجگاه و مسجدی وجود نداشت و تمامی اتوبوس‌ها برای صرف نهار و شام مجبور به توقف در فاروج می‌شدند. این توفیق اجباری برای مسافران و اهالی فاروج سبب شد تا دو نفر از اهالی اقدام به فروش آجیل کنند. اولین بار تخمه سیاه آفتاب گردان و کدو از شهر نیشابور وارد شد. خود فاروجی‌ها ابتدا طریقه تف دادن تخمه را نمی‌دانستند و اولین تخمه پز را از مازندران آورد به همین دلیل نام بیشتر مغازه‌های آجیل فروشی در فاروج با مازندران نام گذاری شده است. از آن جایی که آن زمان فقط تخمه شور در بازار موجود بود و از تهران وارد می‌شد، فاروجی‌ها تخمه را شور نمی‌کردند بلکه به صورت خال نمک عرضه می‌کردند، که بعداً تخمه خال نمک فاروج نام گرفت و مشهور شد. فاروجی‌ها برای طعم‌دار کردن تخمه از آب لیمو، گلپر، فلفل و کمی رنگ خوراکی استفاده می‌کردند. با توجه روزانه بیش از صدها دستگاه اتوبوس در فاروج توقف می‌کرد، اندک اندک کسب و کار فروشندگان آجیل رونق گرفت و بر تعداد آنها افزوده شد. در کنار تخمه آفتاب گردان، محصولاتی چون گردو، بادام و کشمش که در منطقه تولید می‌شد هم جا باز کردند. بعدها با آوردن پسته از کرمان، جنوب خراسان و دامغان، فندق از گیلان، نخودچی از مشهد و نیشابور، کشمش از کاشمر، تخمه آفتاب گردان از گنبد، نیشابور، گردو از غرب کشور، تخمه هندوانه (ژاپنی) از استان تهران و محصولات وارداتی نظیر گردوی وارداتی، بادام وارداتی، بادام هندی و تخمه چلغوز از بندر عباس، بازار آجیل فاروج رونق تازه ای گرفت، البته با توجه به گیاهان دارویی از توجهات بالایی در مغازه‌ها آجیل فروشی برخوردار است. در کنار محصولات آجیلی به دلیل مسافر خیز بودن شهر که سالیانه حدود ۳۰ میلیون نفر عبور کرده، سوغات شهرهای درگیر کشورمان نظیر زعفران، ادویه و زرشک خراسان. کلوچه، ترشی و رب انار شمال. سوهان قم. گز و پولکی اصفهان. کاک و نان برنجی کرمانشاه. پشمک و باقلوای تبریز و غیره یافت می‌شود.
آجیل فروشان فاروج در تف دادن تخمه مهارت یافته و سعی می‌کردند هر تخمه را به اندازه لازم حرارت دهند و در نهایت در امر فروش و تبلیغات و نوع چیدن آجیل که نظر مسافر را جلب کند هم مهارت خاصی کسب کردند. مجموعه عوامل فوق باعث شد کم‌کم افراد به فروش آجیل رو آورند و برندی معتبر در ایران شود. وجود جاده آسیایی (۲۲) و عبور آن از مرکز شهر موجب شد که فاروج در سال ۱۳۸۹ به‌عنوان پایتخت آجیل و خشکبار ایران نام بگیرد، پایتختی که تاکنون دوام داشته و روز به روز نیز بر کیفیت و قدرت آن افزوده می‌شود.

## جغرافیا

### موقعیت
فاروج از سمت شرق با شهرستان قوچان و از سمت شمال با کشور ترکمنستان، و از جنوب با شهرستان اسفراین، و از غرب با شهرستان شیروان هم‌مرز است.

### آب و هوا
با توجه به شرایط کوهستانی فاروج، آب و هوای این شهر سرد و خشک است؛ و دارای زمستان‌های سرد و تابستان‌های معتدل است. فاروج به دلیل داشتن بلندترین ارتفاع نسبت به دریا درسطح استان، سردترین شهر خراسان شمالی محسوب می‌شود. وضعیت آب‌ها نیز باتوجه به میزان بارش در سال‌های اخیر به وضعیت قابل قبولی رسیده است؛ ولی در چندین سال گذشته خشکسالی وجود داشت.

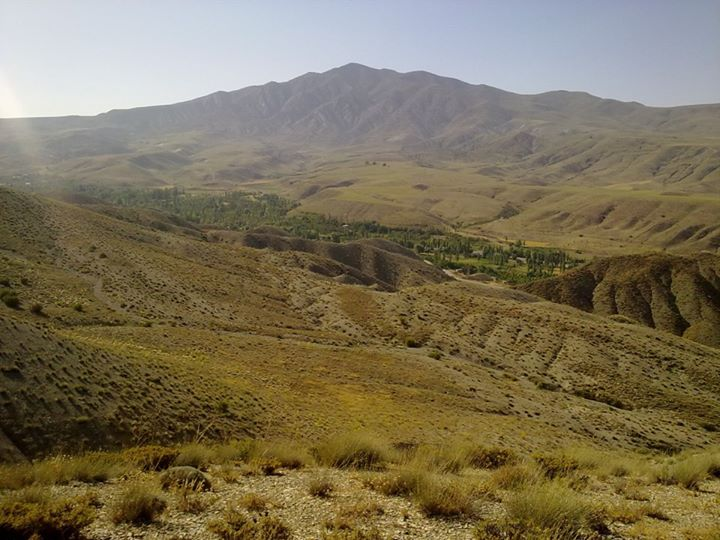
کوه کیسمار فاروج

| آب و هوای فاروج                  | آب و هوای فاروج | آب و هوای فاروج | آب و هوای فاروج | آب و هوای فاروج | آب و هوای فاروج | آب و هوای فاروج | آب و هوای فاروج | آب و هوای فاروج | آب و هوای فاروج | آب و هوای فاروج | آب و هوای فاروج | آب و هوای فاروج | آب و هوای فاروج |
|                                  | ژانویه          | فوریه           | مارس            | آوریل           | مـــــه         | ژوئـن           | ژوئیـه          | اوت             | سپتامبر         | اکتبـر          | نوامبر          | دسامبر          | سـال            |
| -------------------------------- | --------------- | --------------- | --------------- | --------------- | --------------- | --------------- | --------------- | --------------- | --------------- | --------------- | --------------- | --------------- | --------------- |
| گرم‌ترین C°                       | ۹٫۴             | ۱۲٫۱            | ۱۴٫۴            | ۲۴٫۵            | ۲۸٫۷            | ۳۱٫۹            | ۳۳٫۵            | ۳۲٫۹            | ۳۰٫۱            | ۲۵٫۳            | ۱۷٫۶            | ۱۲٫۹            | ۲۰٫۸            |
| میانگین گرم‌ترین‌ها C°             | ۵٫۳             | ۶٫۸             | ۱۱٫۷            | ۱۹٫۴            | ۲۴٫۳            | ۲۹٫۸            | ۳۱٫۷            | ۳۱٫۱            | ۲۷٫۲            | ۲۱              | ۱۴              | ۸٫۲             | ۱۹٫۳            |
| میانگین سردترین‌ها C°             | -۴٫۲            | -۳٫۴            | ۱               | ۶٫۷             | ۱۰٫۵            | ۱۴٫۵            | ۱۶٫۹            | ۱۵٫۵            | ۱۱٫۵            | ۶٫۳             | ۲٫۲             | -۱٫۹            | ۶٫۳             |
| سردترین C°                       | -۹٫۰            | -۹٫۶            | -۲٫۳            | ۴٫۹             | ۸٫۳             | ۴٫۰             | ۷٫۰             | ۱۰٫۰            | ۴٫۰             | -۴٫۰            | -۱۷٫۰           | -۱۹٫۵           | -۲۴٫۰           |
| بارش mm                          | ۳۷٫۷            | ۴۲٫۶            | ۵۹٫۷            | ۵۲٫۸            | ۲۹٫۹            | ۷٫۹             | ۳٫۶             | ۱٫۵             | ۲٫۹             | ۱۴٫۸            | ۲۵٫۹            | ۲۳٫۲            | ۲۷۹٫۹           |
| منبع: پژوهشکده اقلیم‌شناسی (۲۰۱۰) |                 |                 |                 |                 |                 |                 |                 |                 |                 |                 |                 |                 |                 |

### کوهستان‌ها
- آلاداغ: ارتفاعات آلاداغ در قسمت جنوبی شهرستان واقع‌شده و ادامه کوه‌های البرز است که همراه ارتفاعات بینالود در خراسان رضوی، رشته‌کوه آلاداغ_بینالود را تشکیل می‌دهند.
- کپه داغ (در شمال فاروج قرار دارد)

#### شاه جهان (کوه)
کوه شاه جهان با ارتفاع ۳۰۸۰ متر به عنوان بلندترین قلهٔ خراسان شمالی در جنوب شهرستان فاروج قرار دارد. این کوه به علت وسعت زیاد در سه شهرستان خراسان شمالی گسترده شده است. قله شاه‌جهان با ارتفاع ۳۰۸۰ متر بلندترین نقطه از رشته کوه آلاداغ بوده که در شهرستان فاروج و در استان خراسان شمالی واقع شده است.[۱] قله شاه جهان از شمال شرق و شرق به شهرستان فاروج، از شمال و شمال غرب به شهرستان شیروان، از جنوب و غرب به شهرستان اسفراین منتهی می‌گردد. اما بیشتر حوضه شاه جهان در فاروج قرار دارد. در شمال شاه جهان روستاهای بلقان، اسطخری و امیرانلوی شیروان قرار دارد. در جنوب کوه روستای جهان، نوده بام، در، اسفراین قرار دارد، در شرق روستای تبریان و مگچی فاروج قرار دارد، از غرب به النگ زار بسیار زیبا و وسیع دشت میدان جیک وصل است و در انتهای غربی میدان جیک قله کرکزای قرار دارد علت نام‌گذاری شاه جهان به این نام وجود قبر زنی سرداره بنام شاه جهان است که حدود ۳۰۰ سال قبل فرمانروا یا کدخدای منطقه بوده و در این قله دفن گردیده است.

## تقسیمات اداری کشوری

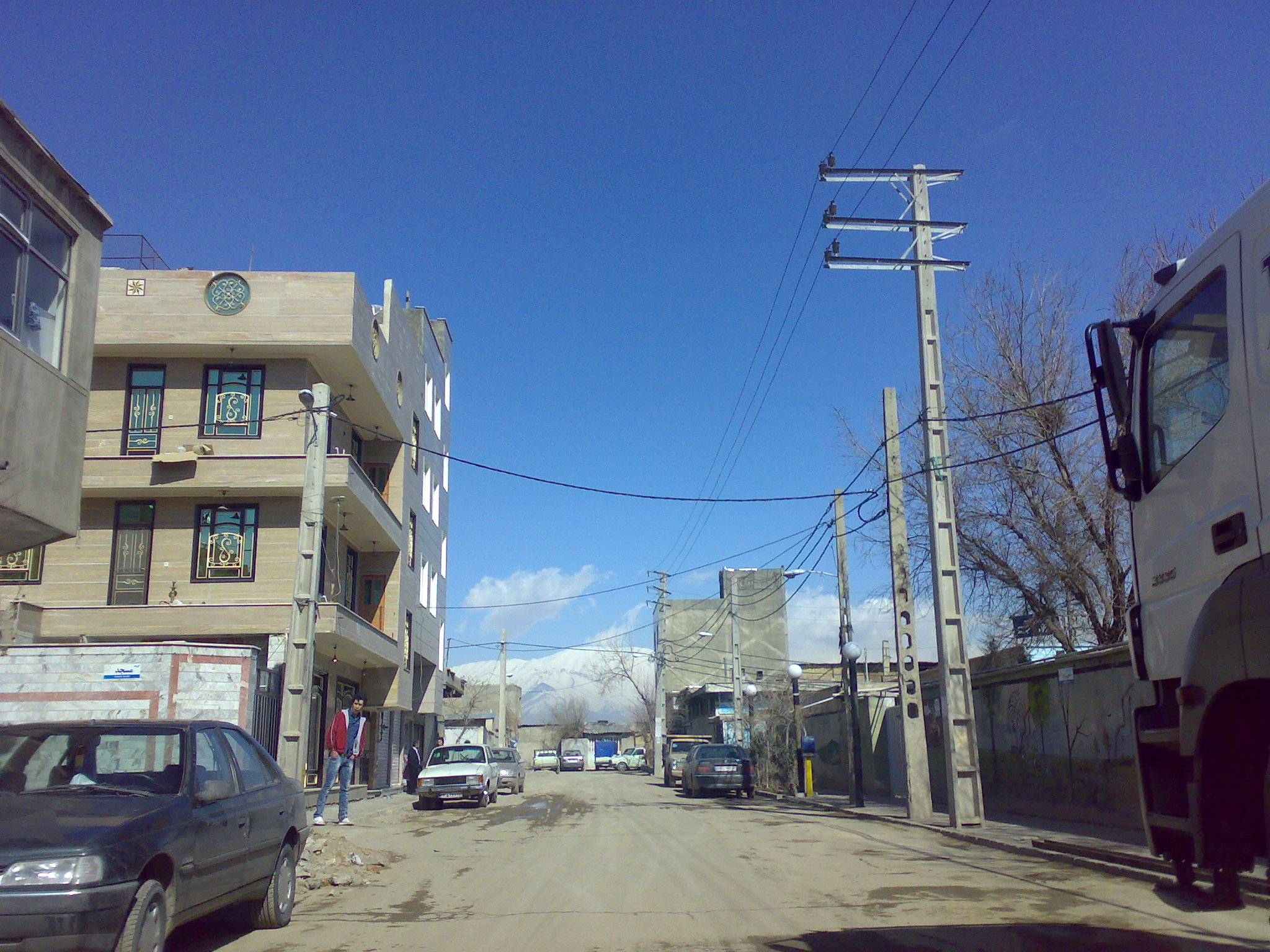
نمایی از خیابان سطح شهر

شهرستان فاروج در سال‌های گذشته در استان خراسان زیر نظر شهرستان قوچان اداره می‌شد و یکی از بخش‌های شهرستان قوچان بود ولی در سال ۱۳۸۳ با تقسیم‌بندی استان خراسان به استان خراسان شمالی پیوست و به درجه شهرستان ارتقا یافت. شهرستان فاروج در فاصله ۹۰ کیلومتری از بجنورد (مرکز استان) و در فاصله ۱۵۵ کیلومتری از مشهد قرار دارد.

## جمعیت
بر پایه سرشماری عمومی نفوس و مسکن در سال ۱۳۹۵ جمعیت این مکان ۱۸٬۰۶۱ نفر (۵٬۲۰۵ خانوار) بوده است و پس از جاجرم ششمین شهر استان خراسان شمالی هم از نظر وسعت و هم جمعیت محسوب می‌شود.

## اقتصاد و صنعت

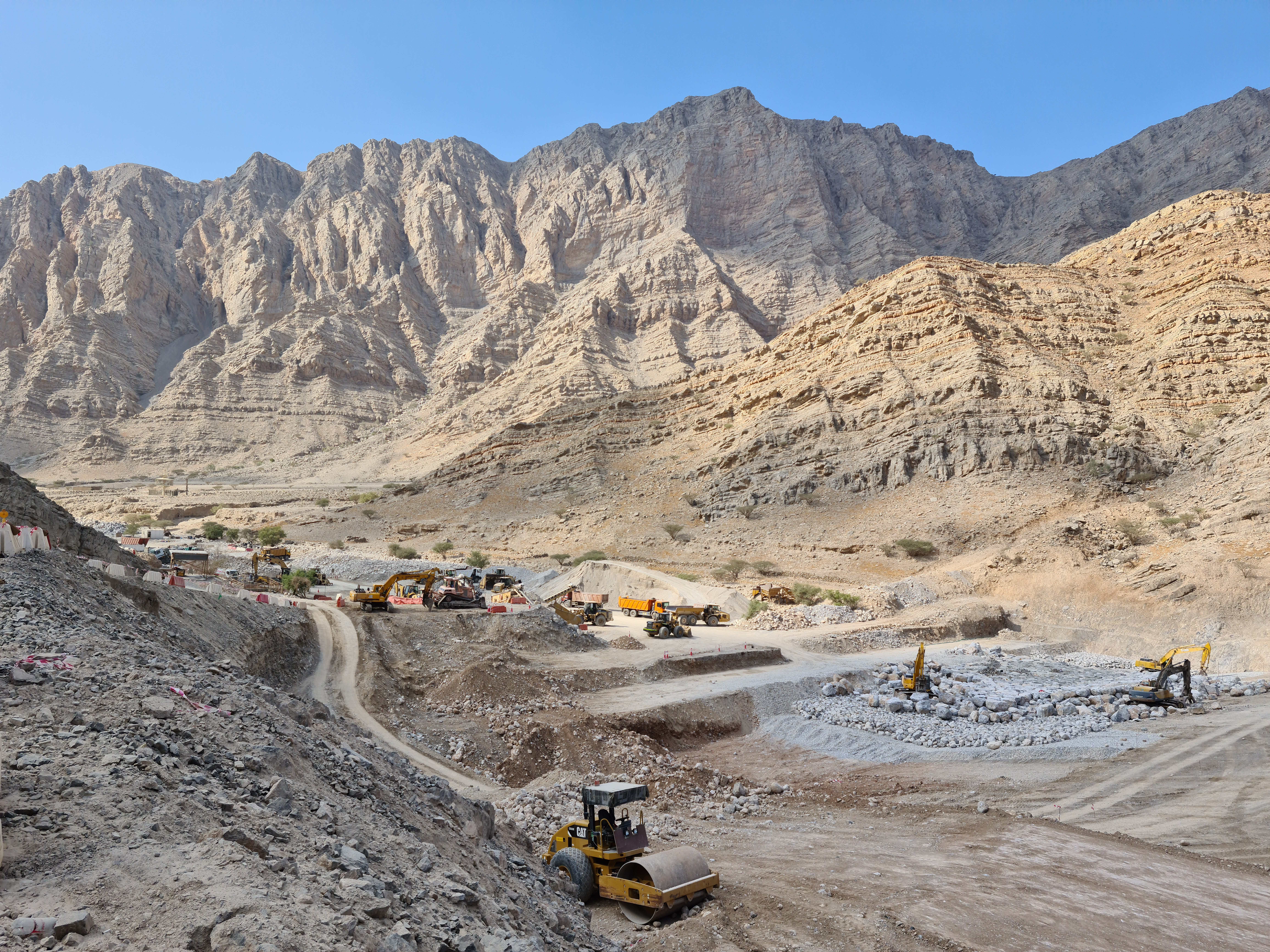
معدن پوکه معدنی در فاروج

فاروج درحد فاصل بین شیروان و قوچان واقع شده، شهری کنار جاده‌ای که در سال‌های اخیر اقتصاد آن تاحد زیادی به عبور مسافران گره خورده است، چراکه گرچه در سالیان گذشته کشاورزی و دامداری شغل غالب اهالی شهر محسوب می‌شد اما اکنون فروشندگی و تأمین نیاز خدماتی رفاهی مسافران دم‌دست‌ترین شغلی است که می‌شود در فاروج جستجوکرد. غیربومی بودن مسئولان، عدم وجود سرمایه‌گذار و نقدینگی، طولانی و هزینه‌بر بودن پروسه اخذ مجوز، بروکراسی اداری، عدم آموزش به افراد مستعد و چند مورد دیگر از مهم‌ترین موانع ایجاد کسب‌وکار در فاروج عنوان شده است و درصورت اقدام برای کار در فاروج، باید به این موارد توجه ویژه‌ای داشت. موانع مذکور به علاوه موقعیت جغرافیایی، باعث شده است که بسیاری از مردم مخصوصاً جوانان، به کار در زمینه‌های تولیدی و پذیرفتن ریسک این مشاغل، تمایل نداشته‌باشند. مسئله دیگری که باعث‌شده افراد انگیزه زیادی برای شروع کارهای تولیدی نداشته باشند، نزدیکی به شهرستان‌های قوچان و شیروان است؛ زیرا مردم براحتی می‌توانند نیازهای خود را از این دو شهر تأمین کنند. درضمن به علت نبود زیرساخت‌های لازم برای ایجاد برخی مشاغل، بسیاری از جوانان شهرستان برای کار به شهرهای بزرگ مانند تهران و مشهد مهاجرت می‌کنند.
اما با این حال وجود کارخانه کشت و صنعت خرم، کارخانه کاغذ سازی، کارخانه فرآورده‌های شیمیایی آساک، تولیدی بزرگ کشمش فاروج و زعفران فاروج، وجود دفتر گمرکی برگر و شهرک صنعتی فاروج در جاده مایوان و معدن پوکه بخشی از نیازهای اشتغال مردم را فراهم کرده است.

## کشاورزی و دامپروری

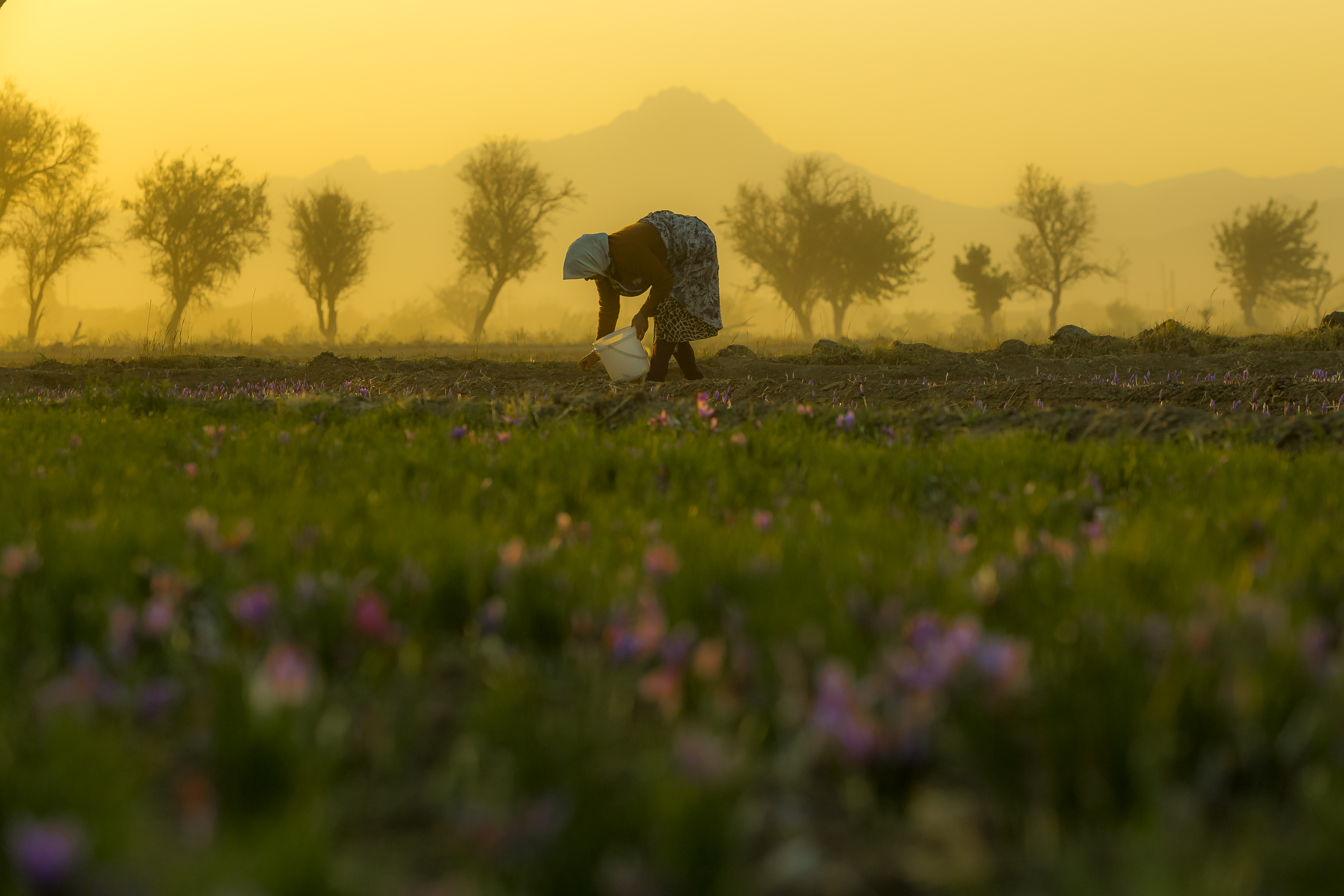
زنی در حال برداشت زعفران

فاروج به دلیل قرار گرفتن در بین کوه کیسمار و رشته کوه کُپِه داغ (در شمال) و کوه شاه جهان و رشته کوه آلاداغ در جنوب در دشتی هموار و قابل کشت با آب فراوان و خاک مرغوبی برخوردار است و شهرستان فاروج به یکی از قطب‌های مهم کشاورزی در استان و منطقه قرار گرفته است. سطح زیر کشت در استان مقام اول را دارا است. وجود زمین‌های زیاد در سطح شهرستان و اقلیم‌های آب وهوایی متفاوت باعث شده است تا کشاورزی رونق داشته باشد و یکی از پیشه‌های اصلی مردم، مخصوصاً روستاییان محسوب شود. کشت جو، چغندرقند، زعفران، گوجه فرنگی و… درحال انجام است. از آن‌جایی‌که جو محصولی استراتژیک در کشور محسوب می‌شود و می‌توان از آن در زمینه تولید خوراک دام و… استفاده کرد و همچنین توسط دولت به صورت تضمینی خریداری می‌شود، افزایش کشت مقرون به صرفه خواهد بود. وجود سه عدد سیلوی دولتی در ورودی شهر نشان از حمایت دولت از کشت جو در شهرستان است. چغندرقند که برای کشت به آب زیادی نیاز دارد و فاروج هم ازلحاظ منابع آبی وضعیت خیلی پایداری ندارد، زیرا با بارش‌های اخیر وضعیت آب بهترشده و در سال‌های گذشته خشکسالی وجود داشت. همچنین باتوجه به وجود کارخانه قند شیروان و کارخانه قند چناران که در فاصله سی و پنج کیلومتری و صد کیلومتری فاروج قرار گرفته، می‌توان کشت آن را توسعه داد. زعفران تولیدی در فاروج از مرغوبیت خوبی برخورداربوده و باتوجه به اینکه با آب‌وهوا و اقلیم سنخیت داشته و برای پرورش به آب کمی احتیاج دارد، پیشنهاد می‌شود. کشت گل محمدی، یونجه، لوبیا، نخود، کدو آجیلی، گوجه فرنگی، سیب زمینی، پیاز و پرورش گل آفتابگردان نیز در لیست قابل کشت هستند. در پایان نیز به علت مستعد بودن زمین‌های شهرستان، کشت گیاهان دارویی کشت می‌شود. مقدار اراضی زراعی و باغی شهرستان حدود ۶۷۰۰۰ هکتار می‌باشد که سالیانه حدود ۳۸۰۰۰ هکتار زیرکشت محصولات زراعی و باغی می‌رود. از مقدار اراضی آبی، ۴۲۷۷ هکتار گندم آبی، ۳۷۶۵ جو آبی، ۳۶۹۳ هکتار انگور، ۴۵۸۳هکتار انواع باغات دیگر(۲۹۸۳ هکتار) و زعفران(۵۶۰۰هکتار) و مابقی اراضی زیر کشت محصولات سیب زمینی، گوجه فرنگی، ذرت، پیاز، نخود و عدس می‌باشد. همچنین ۱۴۲۶۵ هکتار زیر کشت گندم و جو دیم قرار می‌گیرد. تولید سالانه ۲۱۰۰۰ تن گندم، ۲۰۰۰۰ تن جو، ۵۸۰۰۰ تن انگور (۷۵درصد از انگور تولیدی تبدیل به کشمش و ۲۵ درصد به صورت تازه خوری استفاده می‌شود)، ۷۰۰۰تن انواع میوه‌های سردرختی و ۲۰۰۰ کیلوگرم سر گل زعفران می‌باشد.
فاروج همچنین دارای ۱۸۸۲۲۴ رأس گوسفند و بز، ۹۶۶۶ رأس گاو و گوساله، ۲۴۵۳۷۰ قطعه طیور، ۵۲۲۷ کلنی زنبور عسل می‌باشد. میزان فراورده‌های دامی این شهرستان در سال ۱۳۹۰، ۲۸۵تن گوشت مرغ، ۱۸۴ تن تخم مرغ، ۲۱۵ تن شیلات، ۲۰۶۱ تن گوشت قرمز، ۱۴۷۱۸ تن شیر و ۳۴ تن عسل می‌باشد؛ که در مجموع۱۳۲۲۴۴تن تولیدات زراعی، ۶۵۰۵۴تن تولیدات باغی و ۱۷۴۹۷ تن تولیدات دامی و آبزیان حاصل زراعت، باغداری و دامی در این شهرستان می‌باشد. وجود ۸ شرکت تعاونی تولید روستایی و یک اتحادیه تعاونی‌های تولید روستایی فعال و امکان استفاده از اعتبارات خاص در این زمینه، امکان مهار آب‌های سطحی در مناطق مطالعه شده و تأمین بخشی از آب مورد نیاز و استعداد گسترش دامداری با توجه به شرایط اقلیمی خوب. همچنین نظر به اهمیت آب در توسعه بخش کشاورزی و با نظر گرفتن راندمان توزیع و انتقال آب، سیستم‌های آبیاری نوین، لایروبی و مرمت قنوات و با عنایت به وجود ۲۲ طرح مطالعاتی تأمین آب در شهرستان که در صورت اجازه مطالعه امور آب منطقه ای و تأمین از طریق مراجع ذیح الصلاح کمک شایانی به بخش کشاورزی خواهد کرد.

### صنایع کشاورزی
با توجه به اهمیت صنایع تبدیلی و زنجیره اقتصاد کشاورزی در بخش کشاورزی تاکنون ۱۴۵ جواز صنعتی صادر گردیده است که از این تعداد ۱۲مورد به بهره‌برداری رسیده (کارخانه رب شرکت مزرعه سبز خرم یک واحد با ظرفیت جذب ۷۰۰۰۰ تن گوجه فرنگی در سال و کارخانه قوطی سازی این مجموعه با ظرفیت تولید روزانه ۳۰۰۰۰۰ قوطی همراه با سردخانه با ظرفیت ۲۰۰۰ تن)، تصفیه و بسته‌بندی حبوبات واحد با ظرفیت ۸۰۰ تن در سال، تصفیه و بسته‌بندی کشمش۳ واحد با ظرفیت ۴۴۰۰ تن در سال، خوراک دام، طیور و آبزیان ۲ واحد با ظرفیت ۴۲۰۰۰ تن در سال، بسته‌بندی فراورده‌های گوشتی۲ واحد با ظرفیت ۶۱۸۰ تن در سال و سردخانه دو مداره یک واحد با ظرفیت ۵۰۰ تن در سال و ۲واحد فرآوری و بسته‌بندی زعفران با ظرفیت ۲٫۲ تن در سال) و یک واحد تولید شیره انگورو… با ظرفیت ۱۳۵۰ تن در سال آماده بهره‌برداری می‌باشند و ۴ مورد در حال احداث (کارخانه پنیر، کارخانه ورمی کمپوست، پروژه صنایع غذایی افزایش ظرفیت خطوط قوطی و تولید درب ایزی اپن شرکت کشت و صنعت مزرعه سبز خرم، تولید کاغذ در کارخانه در حال تأسیس کاغذسازی خرم خراسان) و مابقی در حال پیگیری می‌باشند.

### زعفران

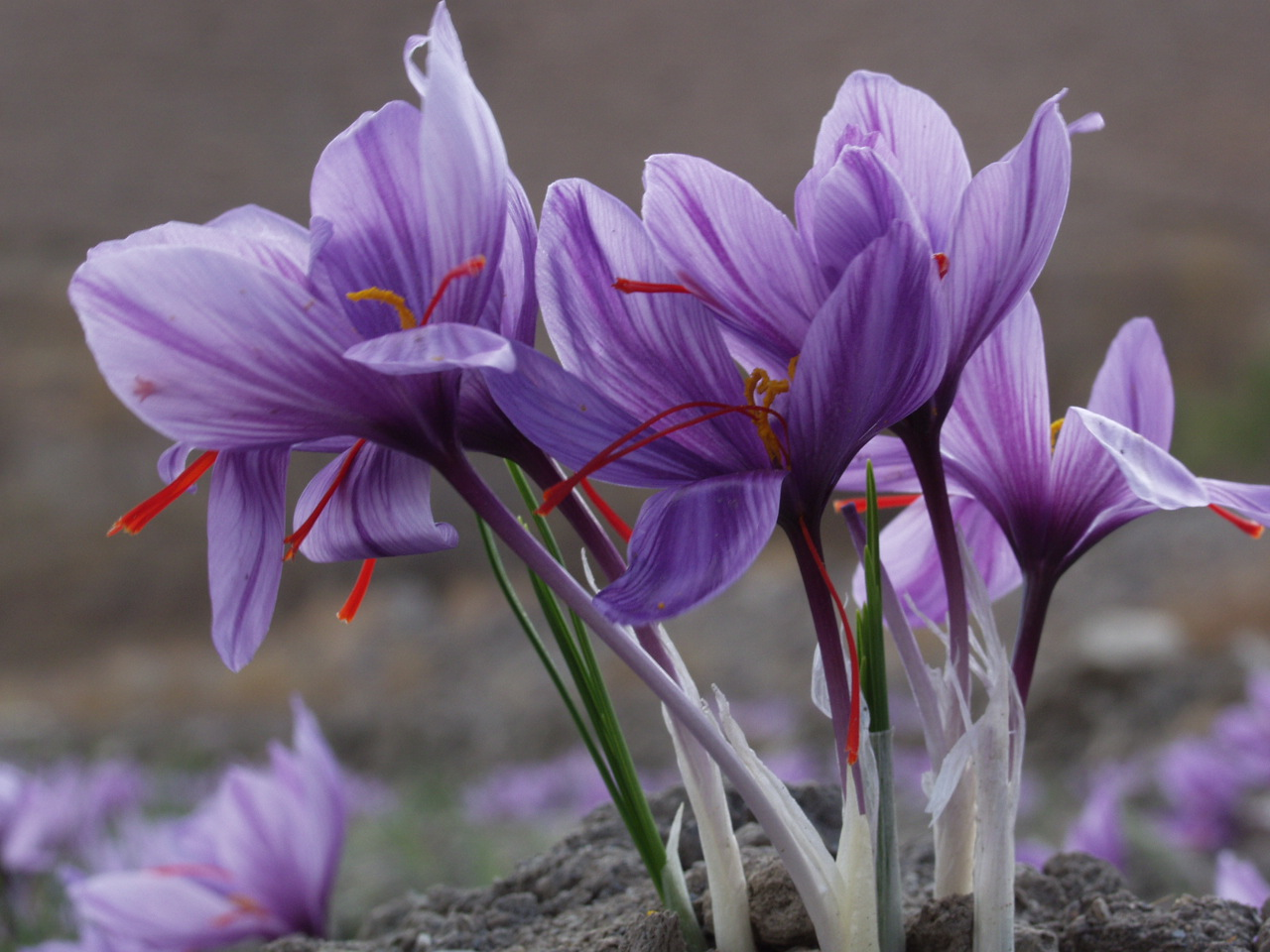
فاروج بزرگ‌ترین تولیدکننده و صادر کننده زعفران در شمال خراسان

شهرستان فاروج از گذشته برای آجیل و خشکبار برند بوده و پایتخت این محصول در ایران به‌حساب می‌آید، امروز نیز با میزان تولیداتی که در این محصول وجود دارد این ظرفیت وجود دارد که با تبدیل‌شدن زعفران فاروج به یک برند ملی و حتی جهانی زمینه‌های توسعه شهرستان بیش‌ازپیش فراهم شود، در شهرستان فاروج با کاهش نزولات آسمانی و خشک‌سالی‌هایی که در سال‌های اخیر متوجه منطقه شده و کاهش سطح آب‌های زیرزمینی کشاورزان به‌تدریج به دنبال محصولی جایگزین در منطقه بوده‌اند که نیاز به آب زیادی نداشته باشد، ازاین‌رو به کشت زعفران که محصولی است بسیار کم‌آب و با درآمد مناسب روی آورده و در سال‌های اخیر به سطح زیر کشت این محصول افزوده‌اند تا جایی که امروز فاروج با داشتن ۳۹۵۰ هکتار سطح زیر کشت زعفران به‌عنوان قطب تولید این محصول در منطقه معرفی می‌شود. اما به دلیل نوپایی و نبود امکانات لازم در سال‌های اخیر اصل سود و ایجاد اشتغال این محصول به خارج شهرستان منتقل‌شده و مانند بسیاری از محصولات کشاورزی دیگر که روزگار خوشی نداشته است، همواره این واسطه‌ها و دلالان بوده‌اند که با برپا کردن غرفه‌های موقتی خرید زعفران این طلای سرخ را از کشاورزان با قیمت پایین خریداری کرده و برای فرآوری به شهرستان‌های دیگر می‌برند که مقصد بسیاری از آن‌ها نیز مشهد است. مهم‌ترین علت خروج زعفران تولیدی در شهرستان را می‌تواند نبود شرکت‌های فرآوری و بسته‌بندی در شهرستان طی سال‌های اخیر دانست. با خروج این حجم از زعفران عملاً یک فرصت شغلی عظیم نیز از شهرستان خارج می‌شد ولی خوشبختانه با ورود سرمایه گزاران به این عرصه در شهرستان این روند در حال بهبودی است.

## گردشگری

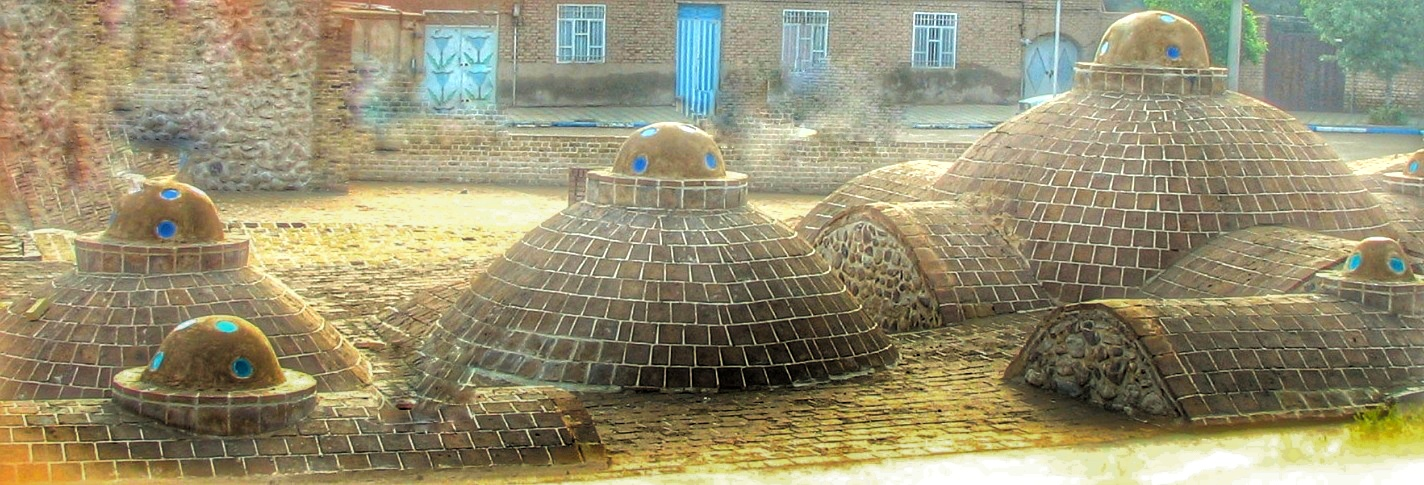
حمام خزینه ای فاروج (موزه مردم‌شناسی)

### آثار تاریخی و باستانی فاروج
بر اساس شواهد موجود شهرستان فاروج دارای قدمتی چند هزار ساله است؛ تپه و محوطه‌های باستانی مانند تپه طویل که قدمت آن را هزاره اول قبل از میلاد دانسته‌اند، تپه خلق آباد که در داخل شهر فاروج واقع شده قدمت آن به هزاره دوم قبل از میلاد می‌رسد و تپه یام که قدمت آن مربوط به دوره نوسنگی است و در ده کیلومتری فاروج قرار دارد؛ همه نشان دهنده قدمت باستانی این شهرستان هستند.
یا شهر باستانی خبوشان که در کتاب‌های فراوان تاریخی به آن اشاره شده در ۱۲ کیلومتری شهر فاروج فعلی قرار دارد؛ شهری قدیمی که شامل بخش‌های خبوشان فعلی، تپه قز بی بی، تپه کهنه حصار، تپه امام زاده عبدالله، حصار اندف، گوهر قلعه، گبه قلعه و ویران شهر بوده است و خواجه‌ها که در قرون وسطی آن‌ها را خوجان می‌گفتند خبوشان را در دفاتر و دیوان استو نوشته‌اند و اعراب هم به خبوشان استو گفته‌اند.
کتاب تاریخی مقر یکی از ساتراپ‌های چندگانه اصلی حکومت اشکانیان را آساک یا استو ذکر کرده‌اند که همان روستای استاد در بیست و پنج کیلومتری فاروج است؛ مردم این روستا فارسی زبانند و در کنار روستا قلعه کهنه وجود دارد که باقی‌مانده پایه دیواره‌های سنگی قدیمی بوده و در کاوش‌ها سکه هائی از زمان بهرام گور در این منطقه پیدا شده است. ا ین روستا گبرنشین یعنی زرتشتی بوده‌اند و محلی به نام عبادتگاه مهر پرستان هم در این روستا وجود دارد؛ در قبرستان قدیمی روستای باستانی استاد که وسعت زیادی دارد؛ سنگ قبرهایی وجود دارد که طول آن‌ها به ۱٫۵ متر و ارتفاع آن به ۰٫۵ متر می‌رسد و نقوش و نوشته‌های جالبی که بعضی از نوشته‌ها به صورت شعر است، بر روی این سنگ قبرها وجود دارد، سنگ قبر خواجه شمس الدین و برادرش عبدالرزاق از امرای سربداران نیز در این گورستان است.
پارت‌ها مدت کوتاهی در حوزه فاروج سلطنت و حکومت داشتند و سپس محل مرکز حکومت خود را از این حوزه انتقال داده‌اند، با توجه به جریان‌هایی که تا حدودی ثبت شده؛ این مرکز می‌بایستی یا در روستای استاد فعلی یا در خبوشان می‌بوده است و نام‌هایی که به ارسکا یا ارساک نزدیک بودند بر اثر طول زمان از بین رفته است.
پیرنیا در مورد سرزمین اصلی اشکانیان می‌نویسد پارت اصلی چنانچه از نوشته‌های جغرافی دانان و مورخان قدیم برمی آید جلگه اکراد در خراسان و اشک است و در جای دیگر می‌گوید اشک یا ارشک در مکانی به نام آساک زندگی می‌کرده، با تأیید اکثر دانشمندان آساک یا آ سااک یا آشاک یا آرسکا نام قدیم خبوشان است که از همان نام ارشک گرفته شده است.
قلعه علی‌آباد در روستای یام یکی از مناطق گردشگری و باستانی فاروج است؛ تپه یام که بزرگ‌ترین تپه خراسان محسوب می‌شود، دره استاد-خسرویه، آرامگاه بابا و بی بی و سنگ قبرهای مربوط به دوران صفویه در مسجد خسرویه، حمام خزینه ای وامام زاده اولیا استاد، برج مفرنقاه، تپه طویل، برج استاد، درخت ۵۰۰ ساله اسفجیر، گلورتپه و کول تپه، امام زاده عبدالله رحمان خرق، امام مرشد، غار تاریخی تبریان، تپه چکی، تپه خیرآباد، تپه خلق آباد و حمام خزینه فاروج برخی دیگر از آثار باستانی و گردشگری فاروج به‌شمار می‌روند. همچنین روستاهای سرسبز استاد و خسرویه با دره‌های پوشیده از درخت و رودخانه‌های دائمی به همراه باغات گردو و گیلاس از جاذبه‌های گردشگری فاروج هستند؛ آبشار اسفجیر، سد چری، غار یخچالی تبریان، دره ریزه و … نیز از دیگر جاذبه‌های گردشگری شهرستان محسوب می‌شوند. ارتفاعات شاه جهان و قله شاه جهان به سه هزار و ۳۲ متر ارتفاع از سطح دریا تأثیر زیادی در نوع آب و هوای شهرستان فاروج دارد؛ به گونه ای که مراتع و چراگاه‌های سرسبزی در منطقه به وجود آمده و به همین دلیل نیز بسیاری از عشایر و ایل‌ها به این منطقه نقل مکان کنند. علاوه بر این که عشایر و ایلات از این منطقه استفاده می‌کنند؛ زنبور داران نیز در اغلب سال در این منطقه سکونت دارند و عسل تولیدی منطقه هم از نظر خلوص کم‌نظیر است. همچنین وجود غارهای یخچالی و بکر باعث زیبایی منطقه و جذب توریست و کوهنوردان شده، در منطقه درختچه‌های زرشک وحشی و گیاهان دارویی مانند کاکوتی، کمای، چای کوهی و … به وفور دیده می‌شود.
در کوه‌های شاه جهان حیوانات وحشی از جمله پلنگ، آهو، بز کوهی، گرگ، خوک، روباه، شغال، کبک و انواع پرندگان زیبا دیده می‌شود و همچنین در یک مطالعه سم‌شناسی، کوه شاه جهان به عنوان یکی از مناطق دارای بیشترین مارهای سمی و خطرناک در جهان شناخته شده است.
- روستای هدف گردشگری استاد
- روستای هدف گردشگری اسفجیر
- روستای هدف گردشگری خسرویه
- دره استاد-خسرویه
- تپه یام
- روستای خرق
- روستای سه گنبد مرکز فروش پوشاک ارزان قیمت

### صنایع دستی
به دلیل وجود مهارت و علاقه در زنان، مخصوصاً اهالی روستا، بافت فرش دستبافت، قالیچه و گلیم در حوزه صنایع دستی دارای مزیت بوده و حتی کشش برای ایجاد کارگاه‌های تجمیعی فرش‌بافی وجود دارد تا علاوه بر ایجاد شغل برای زنان خانه‌دار، زمینه صادرات و ارزآوری را نیز فراهم کند. تولید این محصولات درگذشته زیاد بوده است؛ ولی به علت کاهش قیمت، انگیزه و اشتیاق بافندگان از بین رفته و میزان تولیدات افت شدیدی پیدا کرده است.

## مشاهیر
- آقا نجفی قوچانی
- ابولبرکات نجم الدین خبوشانی

- ذبیح‌الله ذبیحی فاروجی
- سید اسماعیل ملائکه
- فضل‌الله شوشتری